# Furniture (singel)
Furniture – pierwszy singel Amy Studt promujący płytę My Paper Made Men.

## Teledysk
Reżyserem teledysku do piosenki jest Lee Lennox. Przedstawia Amy w statycznym ujęciu, która siedzi naga i mokra z podkulonymi nogami pod prysznicem. Na palcu serdecznym prawej ręki ma wytatuowane serce.

## Lista utworów
1. Furniture - 3:40
2. Sad, Sad World - 4:30